# Condado de Christian (Illinois)
O Condado de Christian é um dos 102 condados do Estado americano de Illinois. A sede do condado é Taylorville, e sua maior cidade é Taylorville. O condado possui uma área de 1 854 km² (dos quais 7 km² estão cobertos por água), uma população de 35 372 habitantes, e uma densidade populacional de 19 hab/km² (segundo o censo nacional de 2000). O condado foi fundado em 2 de março de 1840.